# Team Foundation Server
Team Foundation Server（チームファウンデーションサーバー、一般的な略称はTFS）は、製品のバージョン管理、レポーティング、要件管理、プロジェクト管理、ビルド自動化、テスト自動化、リリース管理機能を提供する、マイクロソフトの統合開発環境のサーバ製品。Visual Studioファミリーの一製品である。

## 概要
Visual Studio 2005において大規模チームでの開発に関する機能を司るサーバ製品として2006年にVisual Studio 2005 Team Foundation Server が発売された。その後Visual Studioのバージョンアップに伴い1〜2年に1回新バージョンがリリースされており、Team Foundation Server 2018までリリースされた。
利用にはサーバライセンスとクライアントアクセスライセンス (CAL) が必要となる。Visual Studioのエディションによっては、追加購入をしなくてもTFS CALが含まれている。
それ以前のVisual SourceSafe (VSS) の後継製品に当たり、VSSが持つソースコード管理機能に加え、要件管理、プロジェクト管理、ビルド自動化、テスト自動化、リリース管理などの、大規模なチームによるソフトウェア開発プロジェクトを円滑に進めるための機能を備えている。
2019年以降はブランド名がAzure DevOps Server (サービスはAzure DevOps Services)に変更された。

## 歴史

### バージョン履歴
| リリース名                           | ビルドバージョン | リリース日(英語版) | メインストリームサポート終了日 | 延長サポート終了日 | 累積更新プログラム                             |
| ------------------------------------ | ---------------- | ------------------ | ------------------------------ | ------------------ | ---------------------------------------------- |
| 2005                                 | 8.0.50727.xxx    | 2006-06-17         | 2011-07-12                     | 2016-07-12         | SP1                                            |
| 2008                                 | 9.0.xxxxx.x      | 2008-02-19         | 2013-04-09                     | 2018-04-10         | SP1                                            |
| 2010                                 | 10.0.40219.x     | 2010-06-29         | 2015-07-14                     | 2020-07-14         | SP1, CU2                                       |
| 2012                                 | 11.0.xxxxx.x     | 2012-10-31         | 2018-01-09                     | 2023-01-10         | Update1, Update1CU1, Update2, Update3, Update4 |
| 2013                                 | 12.0.xxxxx.x     | 2014-01-15         | 2019-04-09                     | 2024-04-09         | Update1, Update2, Update3, Update4, Update5    |
| 2015                                 | 14.x.xxxxx.x     | 2015-07-20         | 2020-10-13                     | 2025-10-14         | Update1, Update2, Update2.1, Update3, Update4  |
| 2017                                 | 15.xxx.xxxxx.x   | 2016-11-16         | 2022-01-11                     | 2027-01-11         | Update1, Update2, Update3                      |
| 2018                                 | 16.xxx.xxxxx.x   | 2017-11-15         | 2023-01-10                     | 2028-01-11         |                                                |
| サポート終了サポート中現行バージョン |                  |                    |                                |                    |                                                |

### Team Foundation Server 2005
2006年3月に製造工程にリリースされ、Visual Studio 2005 Team System (VSTS)と連携するサーバ機能として、Visual Studio 2005 Team Foundation Serverという名前で2006年6月に一般提供開始された。2006年2月のVisual Studio 2005本体より少し遅れての発表となった。Visual Studio 2005には、中小規模チーム、または個人用にソースコード管理機能を持つVisual SourceSafe 2005も含まれていたが、大規模チームによる開発支援機能の提供はTFS 2005が初めての提供となった。TFS 2005はデュアルサーバ構成で約 2,000 人のユーザーまでサポートした。
TFS 2005の主な機能には、大規模な分散チーム開発を支援する「ソースコード管理」の他に、開発プロセスを統合し、要件とバグを追跡、管理する「作業項目の追跡」、継続的なリリースを支援する「チームビルド」、チーム内の情報共有を支援する「チームコミュニケーション」、開発プロジェクトの状態をリアルタイムで表示する「レポーティング」がある。また、これらのチーム開発のプロセス全体にプロセステンプレートを適用して「プロジェクト管理」を行うことができる。
TFSに含まれる中央管理型のバージョン管理システムはTeam Foundation Version control (TFVC)と呼ばれ、対となるVSTS 2005には、TFSを利用するためのクライアントソフトウェア「チームエクスプローラ」が含まれる。チームエクスプローラをインストールすると、Visual Studio 2005の統合開発環境からTFSを利用できる。チームエクスプローラに対応していないソフトウェアはMicrosoft Source Code Control Integration Provider (MSSCCI Provider、ミスキー・プロバイダー)に対応することで統合することができる。サードパーティーTeampriseによるEclipse統合開発環境やLinux/UNIX、MacintoshのクライアントからTFVCにアクセスするためのアドオンも提供された。
TFS 2005の実行にはSQL Server 2005が必要で、レポーティング等のいくつかの機能は、SQL Server 2005の新機能に依存していた。TFS2005にはSQL Server 2005 Standard Edition の正規版が同梱されており、比較的小規模の利用であれば追加でSQL Serverを購入しなくても利用できる。また、Windows SharePoint Services 2.0もモジュールとして利用する。
MSDNサブスクリプション会員が入手できる、利用ユーザー数を5名に限定した特別版Visual Studio 2005 Team Foundation Server Workgroup Editionも配布された。

### Team Foundation Server 2008
2008年2月に他のVisual Studio 2008ファミリーと共に一般提供開始された。TFS 2008では、Windows Server 2008、SharePoint 2007、SharePoint Services 3.0 のサポート、より大規模なグループの同期 (デュアルサーバ構成、シングル インスタンスで約 30,000ユーザー)、管理、運用およびセットアップの簡潔化、ビルドにおけるより多くの機能のUIからのサポートによる簡潔化、バージョン管理のオフライン作業の改善、作業項目の追跡における添付ファイルサポートなどが行われた。
TFS 2005と同様、TFSで使うためのSQL Server Standard Edition の正規版が同梱されている。
MSDNサブスクリプション会員が入手できる、利用ユーザー数を5名に限定した特別版Visual Studio 2008 Team Foundation Server Workgroup Editionも前のバージョンと同様に配布された。
また、Visual Studio Team System Web Access (TSWA) 2008と呼ばれるTFSのWebクライアントも、TFS 2008 Power Toolという形でダウンロードで入手できる。これを使うと、クライアント側にソフトウェアをインストールしなくてもTFSの情報にアクセスできるようになった。TFS Power Toolも以後、2017まで各バージョンでリリースされている。

### Team Foundation Server 2010
2010年4月20日からMSDNサブスクリプション会員向けに、6月18日にパッケージ版が一般提供開始された。このバージョンから、連携するクライアント側のVisual Studio 2010製品がTeam SystemからVisual Studio Application Lifecycle Managementという名前に変更になり、アプリケーションライフサイクルマネジメント (ALM)をより広範囲にサポートするようになった。ALMでも重要になるテストの分野では、テスト管理製品「Test Manager 2010」、仮想マシンによる動作環境管理「Visual Studio Lab Management 2010」、さらにこれを管理製品「System Center Virtual Machine Manager（SCVMM）」を併用して、テスト環境を管理することができる。
TFS 2010ではWindows Workflow Foundation (WF)が、ビルドプロセスに追加された。以前は、MSBuildのみを利用することができた。
また、TFS 2010では、Windows VistaやWindows 7などのクライアントOSにもインストールが可能になったり、インストールのステップが全バージョンと比べて簡略化された。クライアントOSにインストールをした場合は、同梱されているSQL Server 2008 Express Editionが自動的にインストールされる。Team Explorer Anywhere を使うと、Eclipse をはじめチームエクスプローラ標準対応でない環境とも統合が可能になる。
パッケージ版の格についても前のバージョンから大きく値下げがされた。MSDNサブスクリプション会員向けの特別版Workgroup Editionは、このバージョンから通常版の配布となった。

### Team Foundation Server 2012
2012年9月に一般提供開始された。
Team Foundation Server 2012では、Microsoft PowerPointもAzure DevOpsと統合され、要件管理プロセスを支援するための迅速なストーリーボード開発が可能になった。この統合により、PowerPointの組み込み関数でアニメーション化できる、あらゆるタイプのインターフェイスモックアップを構築するために使用できる拡張可能なストーリーボードシェイプが提供される。これらのストーリーボードは、作業項目にリンクできる。
TFS 2012から、Web Access Extensionsと呼ばれるTeam Web Access用のカスタムアドインを作成することができるようになった。
Update 1ではかんばんボードも導入された。
更新プログラムはTFS 2010まではサービスパックと呼ばれていたが、TFS 2012 から、"Update X"と呼ばれるようになった。
このバージョンから、学生やプログラミング初心者などをターゲットとした無償ダウンロード版のVisual Studio Expressのファミリに「Visual Studio Team Foundation Server Express」が登場した。このエディションはTFSの主要機能はそのまま使うことができ、ユーザは自分のシングルサーバで開発環境をホストできる。一方、5人以下でのみ利用可能 (有償での追加は可能)、シングルサーバ限定、SQL Server Expressのみ対応、TFS Proxyのサポートなし、SharePoint統合利用不可、といった制限事項がある。

### Team Foundation Server 2013
2014年1月に一般提供開始された。
このバージョンではバージョン管理システムとして、従来のTFVCに加えて、新たにGitもネイティブサポートするようになった。これは標準的なlibgit2ライブラリに基づく実装である。これにより、Gitをサポートする任意のプラットフォームおよび任意のIDE上のツールがTFSに接続できるようになる。例えば、両方のXcodeとAndroid StudioのメーカーGitプラグインをサポートする。さらに、開発者がEclipse用のTeam Explorer Everywhereプラグインを使用したくない場合は、eGit  を使用してTFSに接続することを選択できる。
また、2013年半ばにInCycle Softwareより買収した製品InReleaseが、TFS 2013に「リリース管理」として組み込まれた。この機能は自動化されたビルドおよびテストプロセスを補完することで、継続的デプロイメントを実現することができる。
TFS 2013では、「軽量レポート」と呼ばれる新機能が導入された。この機能は、クエリ結果に基づいて、ウェアハウスやキューブに依存しないリアルタイムレポートを作成する機能を提供する。TFS 2012までは、Team Web Access内で直接、リアルタイムのバーンダウン、速度、およびCFDの図を提供していた。この旧機能はTFS 2013まで継続された。
また、Windows ストアアプリのビルドとテストがより簡単になった、テストの実行はMicrosoft Testの替わりにVisual Studio Test Runnerを使うようになった、などの変更点がある。
無償ダウンロード版Visual Studio Team Foundation Server Express 2013も提供された。

### Team Foundation Server 2015
2015年7月に一般提供開始された。
Basicライセンスの拡張、データベーススキーマの変更、Project Server/SharePoint 拡張機能のインストール方法変更、プロダクト バックログのナビゲーション更新、かんばんボードの機能改善、プロセス テンプレートの SAFe サポート、クラウド ベースのロード テスト、Node.jsアプリケーションに基づくビルドエンジンなどが実装された。
無償ダウンロード版Visual Studio Team Foundation Server Express 2015も提供された。

### Team Foundation Server 2017
2016年11月に一般提供開始された。TFS2017はVisual Studio 2017に先立ってリリースされ、2017年3月にVisual Studio 2017が一般提供開始された際には、TFS 2017 Update 1が同時公開された。
このバージョンでは、コード検索、パッケージ管理、アジャイルの機能強化 (作業項目とかんばんボードの新機能)、作業項目のフォロー、かんばんボードのライブ更新、エピックおよび機能ボードのドリルダウン、ボードの注釈の有効化/無効化、かんばんボードでのフィルター処理、新しい作業項目の既定のイテレーション パス、新しい拡張ポイント、電子メールの機能強化、Project Server統合非対応化、などが実装された。
このバージョンのExpress Editionはスキップされた。

### Team Foundation Server 2018
2017年11月に一般提供開始された。
このバージョンでは、Web のプロジェクト作成ウィザード、プロセステンプレートマネージャーの機能強化、作業項目フォーム ヘッダーをカスタマイズ、モバイル作業項目フォームを最適化、Git フォークのサポートを追加、GVFS で大規模な Git リポジトリを管理、pull requestsに対して多くの機能強化、Wiki のエクスペリエンスが機能強化、Maven パッケージのサポート、テストのバッチ処理などが実装された。
無償ダウンロード版Team Foundation Server 2018 Expressも提供された。

## Visual Studio Team Services
マイクロソフトが提供するクラウドベースの、ソースコード管理（GitおよびTFVC）、レポーティング、要求管理、プロジェクトマネジメント、自動ビルド、テスト・リリースマネジメントからなる統合ツールである。小規模チーム向けのエディションであり最大5ユーザまで無料、それ以上のユーザはライセンスを購入することにより使用可能となる。なお、関係者ユーザ（ワークアイテムやカンバンなどの管理・利用のみできる限定ユーザ）およびVisual Studio契約者は特典としてサービスへの無償アクセスが可能である。
2013年11月13日、マイクロソフトは、Microsoft Azureプラットフォーム上におけるVisual StudioのSaaS形態のリリースを発表した。当時、マイクロソフトはそれを"Team Foundation Services"や"Visual Studio Online"と呼んでいた。Team Foundation Serverをローリングリリースモデルでインターネット上で利用できるよう実装したものだ。顧客は、Azureポータルを使用して"Visual Studio Online"を使うことができた。利用者はGit互換のバージョン管理システム、負荷テストサービス、テレメトリサービス、コードネーム「Monaco」のブラウザ内コードエディタを使うことができた。2015年11月18日に開催された開発者向けイベントConnect(); 2015で、マイクロソフトは、このサービスのブランドが「Visual Studio Team Services（VSTS）」に変更されたことを発表した。2018年9月10日に、Visual Studio Team Servicesは「Azure DevOps Services」に名称変更された。

## Team Foundation Server Express
無料版でありながら、TFSの主要機能はそのまま使うことができる一方、5人以下でのみ利用可能 (有償での追加は可能)、シングルサーバ限定、SQL Server Expressのみ対応、TFS Proxyのサポートなし、SharePoint統合利用不可、といった制限事項がある「Team Foundation Server Express」は、以下のバージョンで提供された。
- Team Foundation Server Express 2012
- Team Foundation Server Express 2013
- Team Foundation Server Express 2015
- Team Foundation Server 2018 Express

(2017はスキップされた。)